# مرغ مگس کاکلی آنتیل
مرغ مگس کاکلی آنتیل (نام علمی: Orthorhyncus cristatus) نام یک گونه از تیره مگس‌مرغان است.